# Route nationale 176
Pour les articles homonymes, voir Route 176.
 (février 2025).
Si vous disposez d'ouvrages ou d'articles de référence ou si vous connaissez des sites web de qualité traitant du thème abordé ici, merci de compléter l'article en donnant les références utiles à sa vérifiabilité et en les liant à la section « Notes et références ».
La route nationale 176, ou RN 176, est une route nationale française reliant Pré-en-Pail à la RN 12. Elle est une alternative à la RN 12 en passant par Dinan au lieu de Rennes pour aller vers Brest.
Entre Pré-en-Pail et Pontaubault, elle a été déclassée en RD 176 dans la Mayenne et en RD 976 dans la Manche
Avant les déclassements de 1972, la RN 176 reliait Villedieu-les-Poêles à la RN 12. Le tronçon de Villedieu-les-Poêles à Pontorson fut repris par la RN 175.
Le tronçon de Pré-en-Pail à Domfront et celui de Saint-Hilaire-du-Harcouët à Pontaubault appartenaient à la RN 807 ; celui de Domfront à Saint-Hilaire-du-Harcouët appartenait à la RN 808.
Entre Pontorson et Dol-de-Bretagne, elle fait partie de la voie de la Liberté.

## De Pré-en-Pail à Pontaubault (de 1972 à 2006)
Les communes traversées sont :
- Pré-en-Pail (km 0) D 176
- Couptrain (km 8)
- Neuilly-le-Vendin (km 12)
- Méhoudin (km 15) D 976
- Couterne (km 18)
- Haleine (km 20)
- La Chapelle-d'Andaine (km 23)
- Juvigny-sous-Andaine (km 26)
- Domfront (km 37)
- Saint-Mars-d'Égrenne (km 45)
- Le Teilleul (km 57)
- Buais (km 64)
- Saint-Symphorien-des-Monts (km 68)
- Saint-Hilaire-du-Harcouët (km 75)
- Virey (km 78)
- Ducey (km 91)
- Pontaubault (km 96)

La route fait tronc commun avec la RN 175 pour rejoindre Pontorson.

## Ancien tracé de Villedieu-les-Poêles à Pontorson (avant 1972)

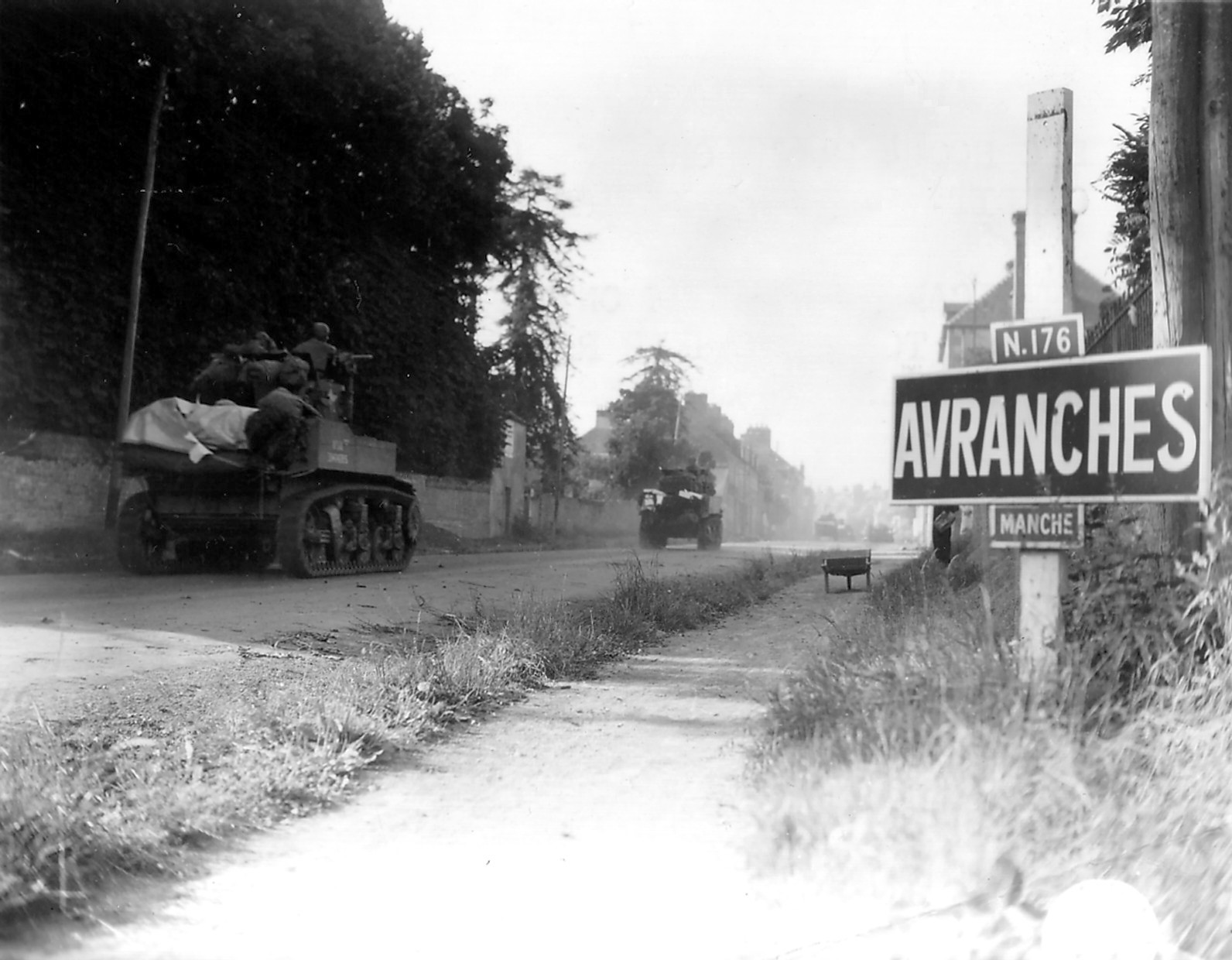
Passage des chars américains sur la RN 176 à Avranches.

Les communes traversées sont :
- Villedieu-les-Poêles D 975
- Saultchevreuil-du-Tronchet
- Rouffigny
- Ponts N 175
- Avranches
- Pontaubault
- Précey

## De Pontorson à la route nationale 12
La route est en 2×2 voies à cause du trafic entre la Bretagne et le Nord et l'Est de l'Europe sauf au pont au-dessus de la Rance.

### Tracé de la 2×2 voies
Les communes traversées sont :
- Pontorson (km 110)
- Dol-de-Bretagne (km 128)
- La Ville-ès-Nonais (km 143)
- Dinan (km 157)
- Plélan-le-Petit (km 170)
- Jugon-les-Lacs (km 178)
- Tramain (km 183)
- Échangeur RN 12/RN 176 (km 184)

### Sortie de la voie expresse Avranches (A84) - N12

#### Tronçon Avranches (A84) - Pontorson sous le nom de N175
- 36 (sortie de l'A84) Brécey à 75 km : Brécey, Ponts
- L'A84 devient la RN 175
- Aubigny, Maudon - D7 : Coutances, La Haye-Pesnel, Ponts, Avranches, Centre Hospitalier
- D31 (quart-échangeur) : Avranches, Centre hospitalier
- Le Porionnais Moncreton - D973 (trois-quarts-échangeur) : Granville, Avranches-Gare SNCF, Avranches-Centre
- La Croix Verte - D456 : Avranches-Jardin des Plantes, Le Val-Saint-Père, Le Gué-de-l'Épine, Aérodrome
- Cromel - D103 : Avranches-Centre, Pontaubault, Saint-Quentin-sur-le-Homme, Le Val-Saint-Père, Z.A. du Cromel
- 34 (sortie de l'A84) RN175  Échangeur entre A84 et RN 175 (de et vers Caen) : Rennes, Fougères, Saint-Hilaire-du-Harcouët
- Dans le virage.
- Fin du virage.
- D43E2 (sens Avranches-Pontorson) : Pontaubault
- D40 : Courtils, Antrain, Le Mont-Saint-Michel, Pontaubault, Ducey, Saint-Hilaire-du-Harcouët, Flers, Alençon,  Rennes
- Section à carrefours, jusqu'à Pontorson.
- Réduction à 2x1 voies, avant traversée de Précey.
- Traversée de Précey.
- Intersection avec la D313 : Céaux ; Juilley.
- Fin de la traversée de Précey
- Intersection avec la D288 : Courtils
- Intersection avec la D107 : Servon, Camping Saint-Grégoire ; Crollon
- Intersection avec la D200 : Macey ; Tanis
- Réduction à 2x1 voies, avant traversée de Brée.
- Traversée de Brée,  Intersection avec la D80 Macey, La Contre-Attaque ; Les Pas, Beauvoir
- Fin de la traversée de Brée.
- Aire de service Total (sens Sens Pontorson-Caen)
- Intersection avec la D312 : Curey ; Moidrey
- D975 (depuis et vers Avranches) : Pontorson, Le Mont-Saint-Michel
- La RN 175 devient la RN 176

#### Tronçon Pontorson-N12
- Portes de Bretagne - D797 : Pontorson, Le Mont Saint-Michel, Saint-Georges-de-Gréhaigne, Sains, Pleine Fougères
- La Fontaine au Jeune - D89 : Saint-Marcan, Saint-Broladre, Roz-sur-Couesnon, Sains, Pleine Fougères
- Quercourt - D80 : Dol-de-Bretagne, Baguer-Pican, Cherrueix
- La Bégaudière - D155 : Dol-de-Bretagne, Cancale, Le Vivier-sur-Mer
- Roz-Landrieux - D8 : Roz-Landrieux, Lillemer, Baguer-Morvan
- Le Mesnil des Aulnays - D75 : Plerguer, Saint-Guinoux
- Tronçon à 2x1 voies
- Échangeur entre N176 et D137 : Saint-Malo, Dinard, Rennes
- Le Port Saint-Jean - D366 (de et vers Pontorson) : La VIlle-es-Nonais[1]
- Pont Chateaubriand sur la Rance
- Retour en 2x2 voies
- La Chiennais - D366 : Plouer-sur-Rance, Langrolay-sur-Rance, Pleslin
- La Grignardais - D766 : Dinard, Pleurtuit, Pleslin
- Saint-Samson - D166 : Pleurdihen-sur-Rance, Saint-Samson-sur-Rance, Tanden, Dinan
- La Méreille - D2 : Dinan, Ploubalay, Quévert
- Lande Seguin - D766/D794 : Dinan, Vannes, Caulnes, Broons, Plancoët
- Vaucouleur - D776 : Saint-Maudez, La Landec, Vildé-Guingalan, Trévilan, Aucaleuc[2]
- Aire de repos Pays de Plélan (dans les deux sens)
- Le Moulin Neuf - D19 : Plélan-le-Petit, Languédias, Mégrit
- Le Val Joli - D792 : Jugon-les-Lacs, Saint-Méloir-des-Bois, Bourseul, Plancoët
- Viaduc sur L'Arguenon
- Les Quatre Routes - D16 : Plédéliac, Tramain, Plénée-Jugon, Jugon-les-Lacs, Rennes
- Échangeur entre N176 et N12 vers Lamballe, Saint-Brieuc, Brest

### Ancien tracé
Les communes traversées sont :
- Pontorson D 976
- Sains D 576
- Baguer-Pican
- Dol-de-Bretagne D 676
- Lanvallay D 795
- Dinan
- Vildé-Guingalan D 776
- Plélan-le-Petit
- Jugon-les-Lacs
- commune de Saint-Rieul
- Échangeur entre N 12 (Saint-Brieuc) et D 776 à Noyal